# Cornel Diaconu
Cornel Diaconu (n. 13 septembrie 1949, Nicorești, România – d. 23 decembrie 2014, București, România) a fost un regizor român.

## Filmografie

### Regizor
- De patru ori start! Episodul: Tema 13 - Bătrânețea (1983)
- Escapada (1983)
- Te salut generație în blugi (1985)[4]
- Am 20 de ani (1985)
- Salutări de la Agigea (1984)
- Niște băieți grozavi (1988)
- De ce are vulpea coadă (1989)
- Întîmplări cu Alexandra (1991)
- Paradisul în direct (1995)

### Scenarist
- Întîmplări cu Alexandra (1991) - în colaborare cu Alexandru Chiriacescu
- Paradisul în direct (1995) - în colaborare cu Camelia Robe

### Producător
- A doua cădere a Constantinopolului (1994) - coproducător
- Paradisul în direct (1995) - producător executiv